# 沙田路 (台中市)
沙田路（沙鹿－王田）是台灣台中市的重要道路之一，為舊台一線之路廊。北起於沙鹿區中山路，南迄於烏日區中山路。其路名源自於起訖點之地名，連接了起點沙鹿、終點王田二地，故以「沙田」為名。沿線途經沙鹿、龍井、大肚區大肚、烏日等行政區域，其中僅沙鹿、大肚之鬧區是位於沙田路上，為海線地區主要幹道之一。

## 行經行政區域
（由南至北）
- 烏日區（在榮泉里一小部分通過）
- 大肚區
- 龍井區
- 沙鹿區

## 分段
沙田路在沙鹿境內不分段外，其餘則分為六段：
- 一段（烏日區、大肚區）：烏日區中山路三段－沙田路一段918巷
- 二段（大肚區）：沙田路一段918巷－華山路
- 三段（大肚區）：華山路－山陽橋（大肚、龍井交界）
- 四段（龍井區）：山陽橋（大肚、龍井交界）－龍井區公所前
- 五段（龍井區）：龍井區公所前－台灣電力公司龍泉變電所前
- 六段（龍井區）：台灣電力公司龍泉變電所前－向上路七段（特三號道路，龍井、沙鹿交界）
- 不分段（沙鹿區）：向上路七段－沙鹿區中山路

## 本道路客運
| 編號 | 業者             | 路線                             | 行駛區間                         |
| ---- | ---------------- | -------------------------------- | -------------------------------- |
| 93   | 台中客運         | 高鐵臺中站－大甲區銅安厝         | 烏日區中山路三段－沙鹿區中山路   |
| 105  | 中鹿客運         | 四張犁－臺中車站－龍井           | 烏日區中山路三段－龍井區中山一路 |
| 180  | 巨業交通         | 沙鹿－彰化                       | 沙鹿區中山路－彰化市中山路三段   |
| 199  | 台中客運統聯客運 | 龍井竹坑口－文華高中－文修停車場 | 茄投路一段－向上路七段           |
| 237  | 豐原客運         | 豐原－大肚火車站                 | 大肚區文昌路－華山路             |
| 325  | 台中客運         | 大肚車站－臺中車站               | 華山路－平和東街                 |
| 352  | 中鹿客運         | 大肚－中科管理局                 | 自由路－向上路七段               |
| 617  | 中鹿客運         | 臺中港旅客服務中心－仁友停車場   | 向上路七段－烏日區中山路三段     |
| 677  | 巨業交通         | 沙鹿龍井環線                     | 沙鹿區中山路－茄投路一段         |

## 沿線設施
（由北至南）
（往北接沙鹿區中山路）
沙鹿區
沙鹿區中山路
- 海岸線沙鹿車站
- 元大證券沙鹿分公司
- 沙鹿區農會
- 諾貝爾書局沙鹿店
- 肯德基台中沙鹿餐廳
- 光田醫院沙鹿總院
- 麥當勞沙鹿沙田餐廳

鎮南路二段
- 華南銀行沙鹿分行
- 兆豐證券台中港分公司
- 星巴克沙鹿門市

興安路
- 彰化銀行沙鹿分行

向上路七段
六段（龍井區）
- 臺中市龍井區龍山國民小學

五段
- 中華郵政龍井郵局

龍新路
- 海岸線龍井車站
- 臺中市龍井區龍泉國民小學

竹師路二段
四段
- 龍井區公所

觀光路
- 龍井區衛生所
- 台中市消防局龍井分隊
- 臺中市立龍井國民中學

茄投路一段
福爾摩沙高速公路
中華路一段
三段（大肚區）
自由路（大肚區）
華山路
二段
- 海岸線大肚車站
- 彰化銀行大肚分行
- 台中銀行大肚分行

自治路（往華南路）
- 大肚區農會
- 中華郵政大肚郵局
- 大肚區公所

一段
- 中華郵政大肚追分郵局
- 臺中市大肚區追分國民小學
- 海岸線追分車站

中山高速公路
烏日區中山路三段
（往南接烏日區中山路到大肚橋）